# Dancourt (Dramatiker)

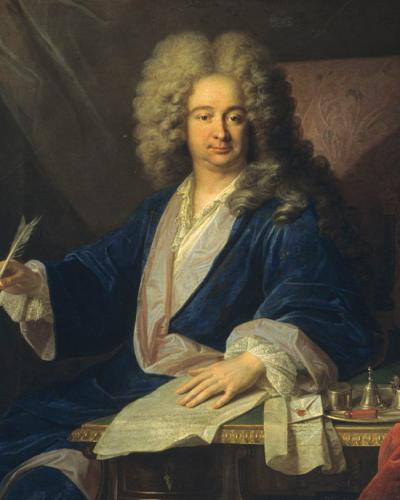
Florent Carton Dancourt

Florent Carton de Dancourt (* 1. November 1661, Fontainebleau; † 6. Dezember 1725, bei Courcelles), seinen Zeitgenossen aber lediglich als Dancourt bekannt, war ein französischer Dramatiker und Schauspieler. 

## Biographie
Dancourt bekam als Adelsspross eine gute schulische Ausbildung. Die erste Etappe führte ihn zu den Jesuiten nach Paris, um dort im Anschluss Rechtswissenschaften zu studieren. Bereits mit 18 Jahren war seine Ausbildung zum Advokaten abgeschlossen. Kurze Zeit später heiratete er die erst 17-jährige Therese Le Noir, Tochter von La Thorillière. Diese Verbindung brachte ihn dem Theater nahe. 
Nach ersten Gehversuchen in der Provinz bekam er bei der noch jungen Comédie-Française eine Chance. Er spielte stets komische Charaktere wie beispielsweise einen Meckerer, einen Geldverleiher oder einen Landmann. Und nicht nur als Schauspieler wurde Dancourt für die Comédie-Française wichtig: 1685 wurde sein erstes Bühnenstück, Le Notaire Obligeant, aufgeführt. Sein 1687 verfasstes Stück Chevalier à la Mode wurde als Meisterwerk bezeichnet und von Mary Pix als The Beau Defeated überarbeitet. Dancours Werke sind sämtlich in Prosa gehalten und bestehen überwiegend aus Einaktern.
Dancourt hatte bemerkenswertesten Auftritte in seinem eigenen Stück Parisienne, das 1690 zur Aufführung kam. Dort spielte er die Rolle des Aesop, den er nicht komisch, sondern kalt und monoton darstellte. 
Darüber hinaus war Dancourt auch Regisseur und an der Geschäftsführung beteiligt. Er blieb der Comédie-Française als Dramatiker und Schauspieler bis zu seinem Berufsende treu. Als comèdien du Roy erhielt er eine auskömmliche Pension von 1000 Livre.
1684 kam seine erste Tochter Marie-Anne-Michelle Carton, genannt Mimi, zur Welt. Ein Jahr später, 1685, wurde seine zweite Tochter, Marie-Anne-Armande Carton, genannt Manon, geboren. Beide Mädchen debütierten bereits als 10-Jährige und wurden ebenfalls Schauspielerinnen. 
Dancourt starb auf seinem Schloss Courcelles-le-Roi und wurde in der dortigen Kapelle beigesetzt. Die Grabstelle hatte er selbst in Auftrag gegeben und deren Bau überwacht.

## Bibliographischer Hinweis
Auguste Jal stellte mit Verweis auf das Wappenbuch von Paris fest, dass nicht d'Ancourt, sondern de Dancourt die richtige Schreibweise darstelle.

## Werke
- Le Notaire Obligeant, 1685
- Chevalier à la Mode, 1687
- Maison de Campagne, 1688
- Eté des Coquettes, 1690
- Parisienne, 1691
- Bourgeoises à la Mode, 1692
- Tuteur, 1695
- Vendanges de Surenes 1695
- Moulin de Javelle, 1696
- Vacances, 1696
- Charivari, 1697
- Retour des Officiers, 1697
- Curieux de Comiègne, 1698
- Mari retrouvé, 1698
- Bourgeoises de qualité, 1700
- Trois Cousines, 1700
- Galant Jardinier, 1704
- Fête du Village, 1724